# Encke (cráter)
Encke es un cráter de impacto lunar que se encuentra en el borde occidental del Mare Insularum, al sur-sureste del cráter Kepler. El pequeño cráter Kunowsky se halla al este-sureste del mar lunar.
|  |

El borde de Encke es bajo y de forma algo poligonal. El pequeño créter Encke N  atraviesa el borde occidental. El fondo del cráter es algo irregular, y está cubierto del material procedente de un sistema de marcas radiales del cráter Kepler cercano. El alto albedo de este material eyectado hace de Encke un elemento brillante cuando el Sol se encuentra a gran altura sobre el horizonte lunar.

## Cráteres satélite
Por convención estos elementos son identificados en los mapas lunares poniendo la letra en el lado del punto medio del cráter que está más cerca de Encke.
|       | \| Encke \| Coordenadas \| Diámetro \| \| ----- \| --------------------------- \| -------- \| \| B \| 2°24′N 36°48′O / 2.4, -36.8 \| 12 km \| \| C \| 0°42′N 36°24′O / 0.7, -36.4 \| 9 km \| \| E \| 0°18′N 40°06′O / 0.3, -40.1 \| 9 km \| \| G \| 4°48′N 38°48′O / 4.8, -38.8 \| 7 km \| \| H \| 4°00′N 37°18′O / 4.0, -37.3 \| 4 km \| \| J \| 5°12′N 39°30′O / 5.2, -39.5 \| 5 km \| \| K \| 1°24′N 37°12′O / 1.4, -37.2 \| 4 km \| \| M \| 4°30′N 35°06′O / 4.5, -35.1 \| 3 km \| \| N \| 4°36′N 37°06′O / 4.6, -37.1 \| 4 km \| \| T \| 3°24′N 38°00′O / 3.4, -38.0 \| 91 km \| \| X \| 0°54′N 40°18′O / 0.9, -40.3 \| 3 km \| \| Y \| 5°54′N 36°24′O / 5.9, -36.4 \| 3 km \| |          |
| Encke | Coordenadas | Diámetro |
| B     | 2°24′N 36°48′O / 2.4, -36.8 | 12 km    |
| C     | 0°42′N 36°24′O / 0.7, -36.4 | 9 km     |
| E     | 0°18′N 40°06′O / 0.3, -40.1 | 9 km     |
| G     | 4°48′N 38°48′O / 4.8, -38.8 | 7 km     |
| H     | 4°00′N 37°18′O / 4.0, -37.3 | 4 km     |
| J     | 5°12′N 39°30′O / 5.2, -39.5 | 5 km     |
| K     | 1°24′N 37°12′O / 1.4, -37.2 | 4 km     |
| M     | 4°30′N 35°06′O / 4.5, -35.1 | 3 km     |
| N     | 4°36′N 37°06′O / 4.6, -37.1 | 4 km     |
| T     | 3°24′N 38°00′O / 3.4, -38.0 | 91 km    |
| X     | 0°54′N 40°18′O / 0.9, -40.3 | 3 km     |
| Y     | 5°54′N 36°24′O / 5.9, -36.4 | 3 km     |

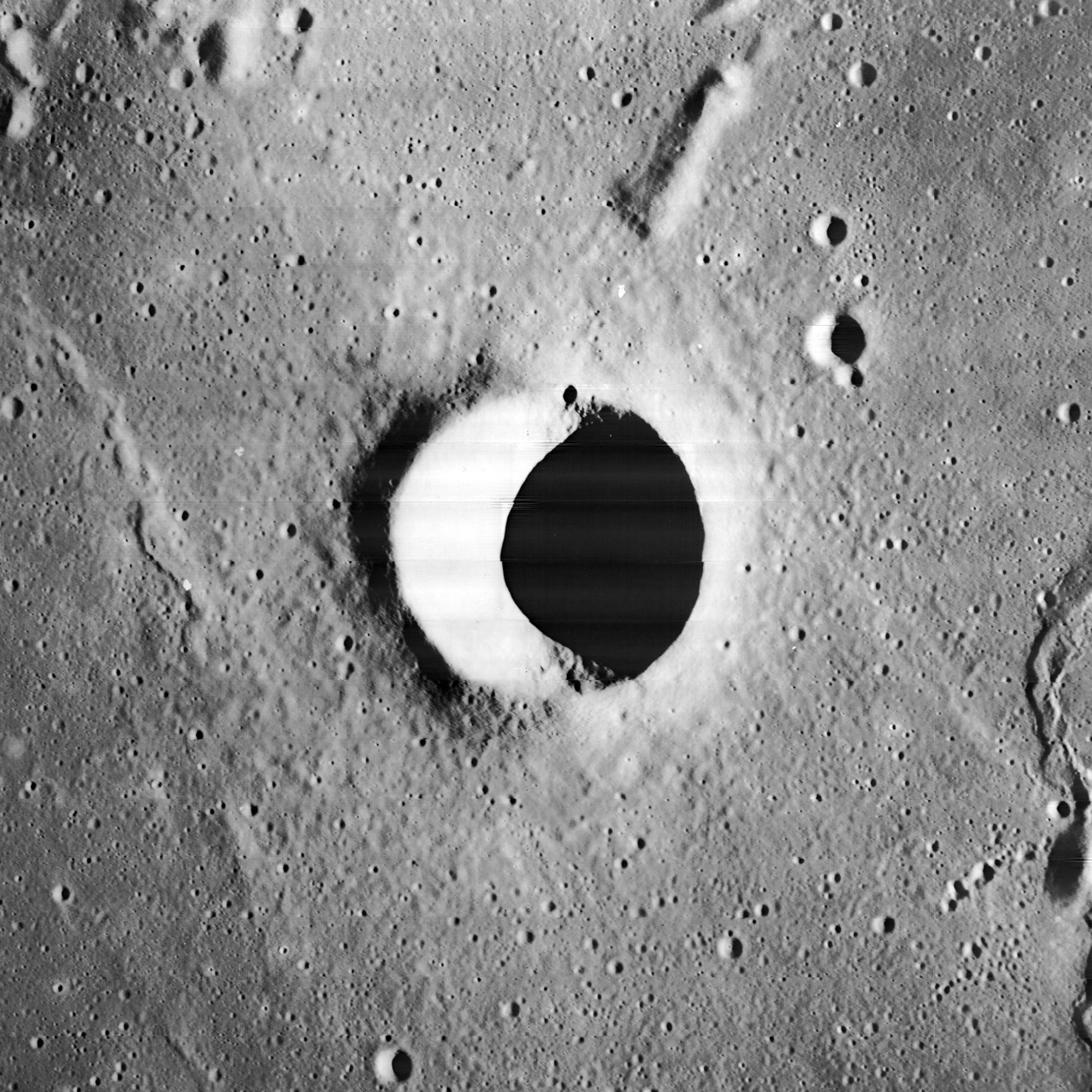
Imagen de Encke C. Fotografía de la misión Lunar Orbiter 1
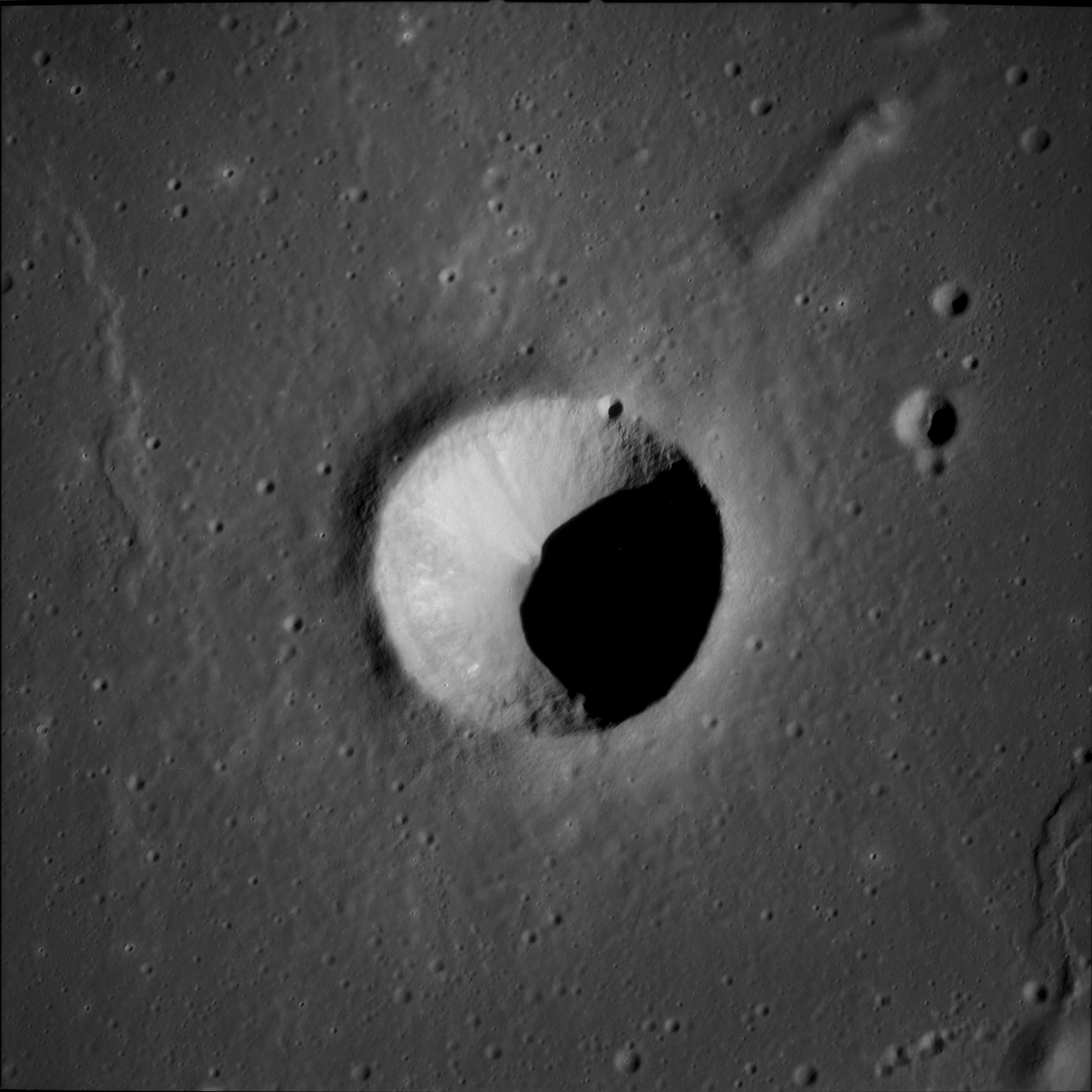
Imagen de Encke C. Fotografía de la misión Apolo 12
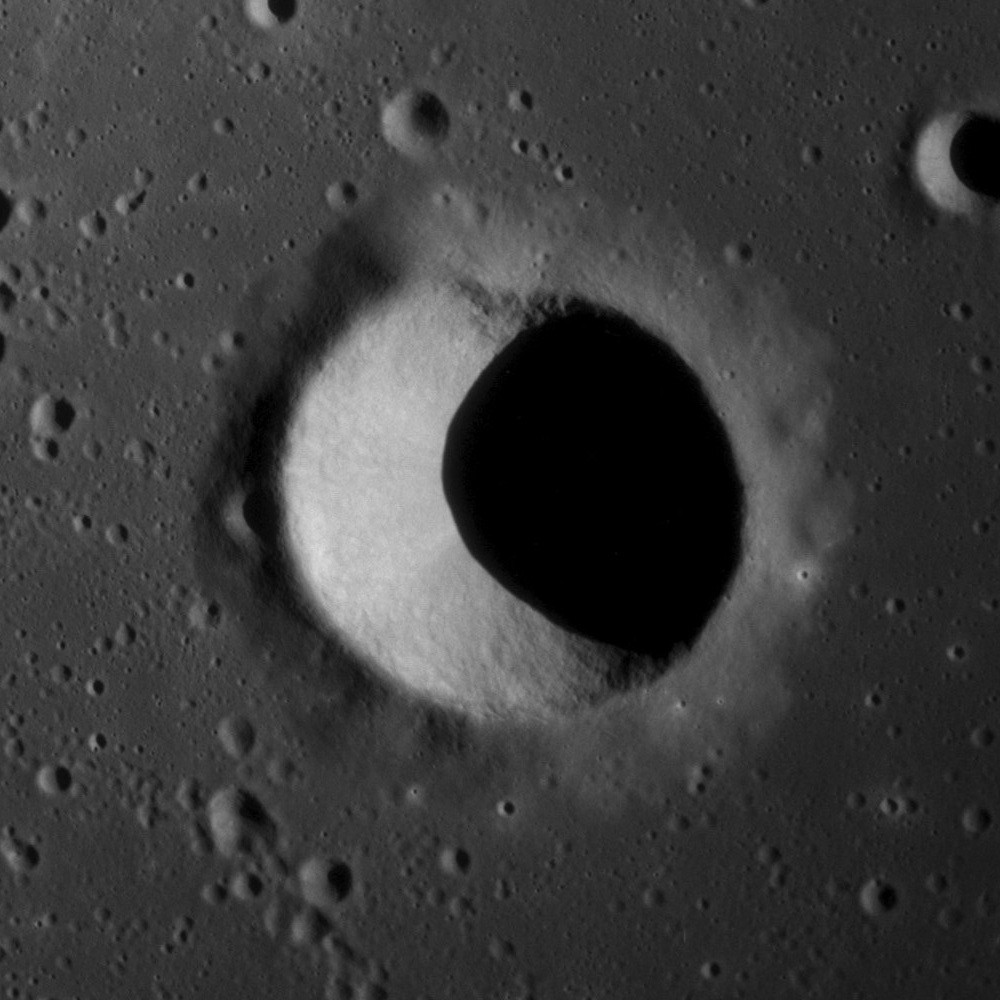
Imagen de Encke E. Fotografía de la misión Apolo 12
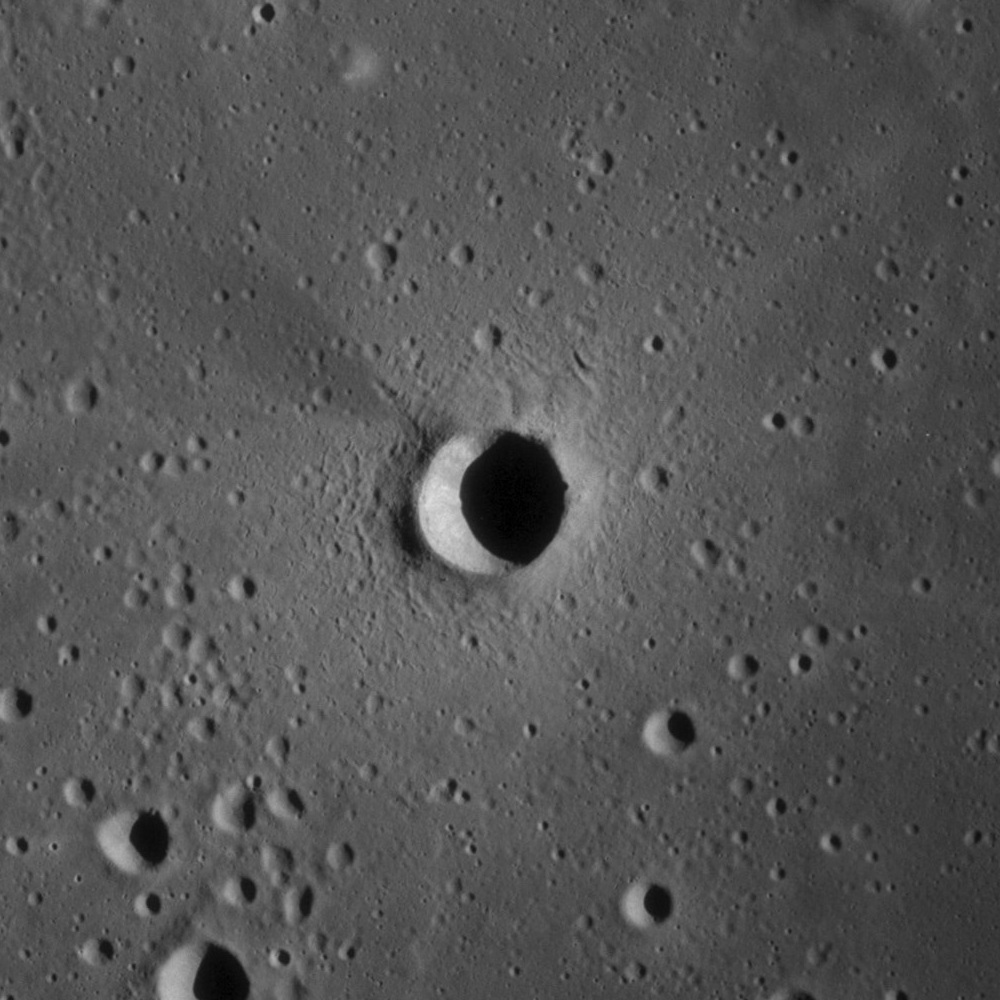
Imagen de Encke X. Fotografía de la misión Apolo 12